# Harbour Main-Chapel's Cove-Lakeview
Harbour Main-Chapel's Cove-Lakeview is een gemeente (town) in de Canadese provincie Newfoundland en Labrador. De gemeente ligt in het zuidoosten van het eiland Newfoundland.

## Geografie
De gemeente bevindt zich op het schiereiland Avalon aan het meest zuidelijke gedeelte van Conception Bay. Harbour Main, de hoofdplaats van de gemeente, ligt aan de gelijknamige natuurlijke haven in het westen van het grondgebied. De plaats ligt aan provinciale route 60, net als het zuidoostelijker gelegen Lakeview. Chapel's Cove ligt een eind verwijderd van de provinciebaan en is gelegen aan de gelijknamige cove op zo'n anderhalve kilometer ten oosten van Harbour Main.
Harbour Main-Chapel's Cove-Lakeview grenst in het oosten aan de gemeente Holyrood en in het westen aan de gemeente Avondale.

## Geschiedenis
Harbour Main-Chapel's Cove-Lakeview werd in 1977 opgericht door de samenvoeging van Harbour Main, toen een gemeente met het statuut local government community,  met de gemeentevrije buurdorpen Chapel's Cove en Lakeview. De gemeente had bij haar oprichting het statuut van rural district, maar door een wetswijziging in 1980 werden alle gemeenten van dit type automatisch towns.

## Demografie
Demografisch gezien is Harbour Main-Chapel's Cove-Lakeview, net zoals de meeste kleine gemeenten op Newfoundland, aan het krimpen. Tussen 1981 en 2021 daalde de bevolkingsomvang van 1.303 naar 1.065. Dat komt neer op een daling van 238 inwoners (-18,3%) in 40 jaar tijd.
| Demografische ontwikkeling van Harbour Main-Chapel's Cove-Lakeview tussen 1981 en 2021 |
| -------------------------------------------------------------------------------------- |
|                                                                                        |
| Bron: Statistics Canada (1981–1986, 1991–1996, 2001–2006, 2011–2016, 2021)             |

### Taal
In 2021 hadden vrijwel alle inwoners van Harbour Main-Chapel's Cove-Lakeview het Engels als moedertaal en was iedereen er die taal machtig. Hoewel slechts vijf mensen (0,5%) het Frans als moedertaal hadden, waren er vijftien mensen die die andere Canadese landstaal konden spreken (1,4%). Vrijwel niemand was anno 2021 een andere taal dan het Engels of Frans machtig.